# مابل بنت

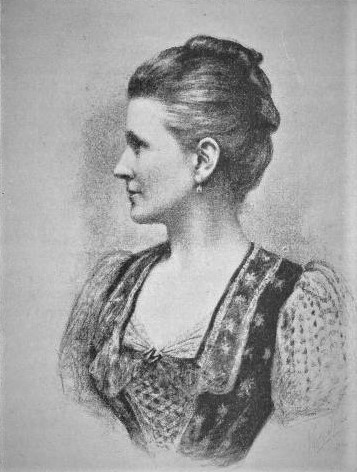
مابل فيرجينيا آنا بنت (1847-1929) ، صورة شخصية من الصفحة 61 من مدن ماشونالاند المدمرة ؛ كونه سجلًا للتنقيب والاستكشاف في عام 1891 بواسطة J. Theodore Bent ، 1892. Longmans، Green and Co. الصورة بواسطة Henry Van der Weyde

مابل بنت (28 يناير 1847 - 3 يوليو 1929)، كانت من مميزاتها بأنها مستكشفة وحفارة وكاتبة وايضا مصورة أنجلو إيرلندية. أستمرت مع زوجها جيمس ثيودور بنت (1852-1897) عامين من عمرها (1877-1897) السفر والجمع والبحث في كل المناطق النائية من شرق البحر الأبيض المتوسط وآسيا الصغرى وأفريقيا والجزيرة العربية.  

## حياة سابقة
ولدت Hall-Dare في 28 يناير 1847، وهي ابنته الثانية لروبرت وستلي هول-داري (1817-1866) وزوجته فرانسيس آنا كاثرين (نيي لامبار) (1819-1862). ولدت في منزل جدها، بوبارك، على نهر بوين في مقاطعة ميث، أيرلندا. وبعد ولادتها بفترة وجيزة، غادرت العائلة إلى تمبل هاوس، مقاطعة سليجو، قبل إعادة تحديد موقعها في أوائل ستينيات القرن التاسع عشر إلى مقاطعة ويكسفورد، واكتساب العقار الذي أصبح عندها نيوتاوناري هاوس، في نيوتاون باري (الآن قرية بونكلودي). وعندما كانت في سن المراهقة، عانت Hall-Dare من الكثير من الفجيعة، وفقدت والديها وشقيقيها.
تلقت Hall-Dare وشقيقاتها التعليم في منزلهم مع مربيات ومعلمين خاصين.

## الحياة الزوجية
أبناء عمومة بعيدون (عبر Lambarts)، وبعد أن اجتمعو في النرويج،  تزوج Hall-Dare من J. Theodore Bent في 2 أغسطس 1877 في كنيسة Staplestown ، Co. Carlow ، قريبه من منزل Mabel الأيرلندي. كانت هناك ثروة على كلا الجانبين، وأقام آل بنتس منزلهم أولاً في 43 Great Cumberland Place ، قريبا من Marble Arch ، في لندن، ثم اقتربوا لاحقًا من القوس في المرتبة 13 ؛ وضلت مابل في نفس المنزل المستأجر لمدة 30 سنه بعد وفاة ثيودور في عام 1897، حتى وفاتها في عام 1929.
وكانت رحلاتهم الأولى إلى إيطاليا في نهاية سبعينيات القرن التاسع عشر، ثيودور، الذي قرأ التاريخ في جامعة أكسفورد،  وكان مهتمًا بغاريبالدي  وتوحيد إيطاليا.
في شتاء عام 1882/3، قام Bents بجولة قصيرة في اليونان وشرق البحر الأبيض المتوسط، ونزلوا، وهم في طريقهم للمنزل، في جزر Cycladic of Tinos و Amorgos لمشاهدة احتفالات عيد الفصح. رجعو في وقت متأخر من العام إلى نفس المنطقة، سيكلاديز اليونانية، تظهر حساباتهم في أعمال ثيودور (1885) سيكلاديز، أو الحياة بين الإغريق المعزولين. ومن خلال هذه الرحلة، بدأت مابل بنت ما أسمته «سجلات»،  أساسي مذكرات سفرها ومذكراتها التي كان على زوجها استخدامها عند عودتهما لمساعدته في كتابة مقالاته وأوراقه. مجموعتها من دفاتر الملاحظات أصبحت موجودة الآن في أرشيفات المكتبة اليونانية والرومانية، مجلس الشيوخ، لندن. الكثير من رسائلها إلى الوطن من إفريقيا والجزيرة العربية محفوظة في الجمعية الجغرافية الملكية في لندن.
عمومًا، اختار مابل وثيودور بينت قضاء طوال أشهر الشتاء والربيع من كل عام في السفر، باستخدام الصيف والخريف لكتابة النتائج التي وصلو إليها والاستعداد لحملاتهم القادمة يمكن تصنيف مجالات اهتمامهم الجغرافية تقريبًا في ثلاث مناطق رئيسية: اليونان وشرق البحر الأبيض المتوسط (ثمانينيات القرن التاسع عشر)؛ إفريقيا (أوائل تسعينيات القرن التاسع عشر)؛ وجنوب شبه الجزيرة العربية (منتصف تسعينيات القرن التاسع عشر). العديد من المكتشفات والمقتنيات التي جمعها الزوجان خلال رحلاتهما موجودة في المتحف البريطاني  ومتحف بيت ريفرز في أكسفورد. بعض الأمثلة على أزياء الجزيرة اليونانية التي أحضرها مابل بينت إلى الوطن من اليونان موجودة الآن في متحف فيكتوريا وألبرت في لندن ومتحف بيناكي في أثينا.
وبقيت العديد من عمليات استحواذ بنت من الخارج معها حتى في اخر سنواتها. في عام 1926 قدمت مبلغًا كبيرًا إلى المتحف البريطاني. وكما كانت معتادة على فتح منزلها للمناسبات الخيرية لعرض مجموعتها  - التي تعرف بأنها «أكثر إثارة للاهتمام من الكثير من المتاحف».
في رحلتهم إلى ما يشار إليه الآن بجزر دوديكانيز اليونانية (التركية آنذاك) في عام 1885، سافرت بنت مع أدوات التصوير الخاصة بها، ومنذ ذلك الحين، أصبحت مصورة الرحلات الاستكشافية. نجا القليل من صورها الأصلية، ولكن لقد استخدم الكثير منها لإنتاج الرسوم التوضيحية التي تظهر في كتب ومقالات زوجها، وشرائح الفانوس التي عززت محاضراته في الجمعية الجغرافية الملكية في لندن وأماكن أخرى.
في جزيرة أنتيباروس السيكلاديكية في بدايات عام 1884، تم عرض بعض قبور بنتس من قبل مهندسي التعدين المحليين، روبرت وجون سوان. أجرى ثيودور بينت تحقيقات أثرية هواة في موقعين على الجزيرة وقد عاد إلى لندن مع بقايا الهياكل العظمية التوفره الآن في متحف التاريخ الطبيعي، والعديد من الاكتشافات الخزفية والحجرية والسجاد التي تشكل الآن جزءًا مهمًا من مجموعة سيكلاديك في المتحف البريطاني؛ في غضون بضعة أشهر كان قد نشر المادة  وانطلقت حياته المهنية كعالم آثار / عالم إثنوغرافي، حيث كانت زوجته مركزية.
في قرية Komiaki في ناكسوس في يناير كانون الثاني عام 1884، وقد قدم مابل بنت لماثيو سيموس، وهو مواطن من أنافي، الذي أصبح الميول " ترجمان بالنسبة إلى غالبية البعثات في مستقبلهم.
- 1883: مناطق تركيا واليونان
- 1884: سيكلاديز اليونانية
- 1885: اليونانية دوديكانيز
- 1886-1888: شمال بحر إيجة، وبعيدًا على طول الساحل التركي
- 1889: البحرين، لحفر تلال مدافن دلمون عبر الهند، وجنوبًا شمالًا بطول إيران على ظهور الخيل
- 1890: بطول الساحل التركي وصولاً إلى أرمينيا
- 1891: ماشونالاند (زيمبابوي الحديثة) نيابة عن سيسيل رودس لاستكشاف موقع زيمبابوي العظمى
- 1893: إثيوبيا (أكسوم)
- 1894: اليمن (وادي حضرموت)
- 1895: مسقط وعمان وظفار، تعرفوا خلالها على البقايا في خور روري
- 1896: السودان والساحل الغربي للبحر الأحمر
- 1897: سقطرى واليمن

دعت الرحلات الطويلة التي قام بها آل بنت في الأماكن النائية إلى حمل الإمدادات الطبية الكافية معهم. حاولت مابل بنت التخفيف قدر الإمكان من الأمراض التي تعرض لها الأشخاص الذين سافروا بينهم، على سبيل المثال في وادي خنب (حضرموت، اليمن) في يناير 1894، كما هو مسجل في مذكراتها: 'من بين المرضى تم إحضار طفل... مثل هذا الشيء الفظيع النحافة والتقرحات... لم نتمكن من الشفاء، ومن الرغم من أننا استشرنا أكثر من قطرة من الكلوردين، في الكثير من الماء، علمنا أنه من الخطير حقًا التدخل في الشيء المسكين... أخبرهم تيودور أنه لا يمكن أن يعيش لمده طويله ومات ذلك في المساء أو اليوم التالي. 

## الترمل والحياة اللاحقة
توفي ثيودور بنت في مايو 1897  من مضاعفات الملاريا بعد عودته مسرعا إلى لندن من عدن، حيث تم إدخال الزوجين إلى المستشفى في نهاية رحلتهما الأخيرة معًا.
في العام الذي قبل وفاة زوجها، قامت بنت بزيارة منفردة لمصر لمشاهدة جميع المواقع على النيل. وقد حاولت كتابة يومياتها الأخيرة، والتي كانت بعنوان «رحلة وحيدة عديمة الفائدة». إنها آخر دفاتر رحلاتها في أرشيفات المكتبة اليونانية والرومانية، مجلس الشيوخ، لندن.
حتى عام 1914، لقد كان مابل بنت زائرًا منتظمًا للأراضي المقدسة. في القدس، انضم بنت إلى «جمعية ضريح الحديقة»، التي كان أعضاؤها مكرسين للمحافظه على مكان قبر خارج باب العامود، والذي اعتقدوا أنه قبر المسيح. عُين بينت سكرتيرًا في لندن وشارك لاحقًا في تحرير تحديث للدليل،  مع شارلوت هوسي، وهي امرأة أيرلندية كانت الحارس الرسمي للمقبرة في القدس. اختلفت بينت وهاسي مع المسؤول القنصلي المحلي، جون ديكسون، مما جعل في النهاية إلى طرح أسئلة على مجلس العموم  وتحقيق. تحتوي المستندات الموجودة في ملفات وزارة الخارجية في بنت على تعليقات مثل: «امرأة أكثر إرهاقًا وإصرارًا» «ألا يمكن أن يتسبب FO في طرد هؤلاء النساء من المكان؟»؛ سيكون شيئًا ممتازًا إذا كانت السيدة. ويمكن محاكمة بنت بتهمة التشهير. «إنها شخص انتقامي وكريه للغاية، وقد أعطت القنصل المؤسف لفترة طويلة الكثير من المتاعب بسبب إجراءاتها الشريرة». وشملت الحوادث الأخرى نزهة انفرادية وربما خطرة إلى الصحاري الملحية عند جبل أسدوم، جنوب القدس، حيث دحرج حصانها عليها وكسر ساقها. طُلب من أختها إثيل السفر من أيرلندا لإرضاعها.

### ختم بيت إيل
يعتقد ان بعض الكتاب أن بينت ربما يكون متورطًا في لغز أثري يُعرف باسم الجدل حول «بيثيل سيل». حوالي 15 كيلومتر إلى الشمال من القدس، في قرية بيت إيل (بيتين / بيتين / بيتين الحديثة)، وقد عثرو على ختم / ختم طيني صغير في عام 1957 يبدو مطابقًا لما حصل عليه ثيودور بينت أثناء رحلته إلى وادي حضرموت (اليمن) في عام 1894 . كانت هناك اقتراحات بأن بينت قد أودع القطع الأثرية في بقايا أثرية في بيثيل كرمز لزوجها، لتعزيز نظرياته حول الروابط التجارية المبكرة في المنطقة الأوسع، في وقت تعرضت فيه نتائج ثيودور بينت للنقد والتشكيك في سمعته الأكاديمية وخاصة تفسيره لآثار زيمبابوي العظمى.

### التعرف على
تم اقتراح بنت كإدراج محتمل بين الزميلات الأوائل في الجمعية الجغرافية الملكية. بدأ الاقتراح من مقال في الأوبزرفر (أبريل 1893)، عشية النقاش حول ما إذا كان ينبغي تعيين المزيد من الزميلات في المستقبل، وبعد المجموعة الأولى في السنه السابقه. يختتم هذا المقال: "... معركة السيدات تعد بأن تصبح تاريخية في سجلات الجمعية ... وفيما يتعلق بالسؤال الأصلي حول أهلية النساء كزميلات في هذا المجتمع، ونادرا أن يكون هناك رأيان. السيدة. أسقف (ملكة جمال إيزابيلا بيرد) والسيدة جوردون كومينغ من السيدات اللواتي يحق لهن بالتأكيد عضوية الجمعية الجغرافية الملكية مثلها مثل الغالبية العظمى من السادة الذين يكتبون FRGS بعد أسمائهم، والسيدة. ثيودور بنت، سيدة. سانت جورج ليتليدال، سيدة. قد يتم تسمية أرشيبالد ليتل، ومجموعة من الآخرين الذين شاركوا أزواجهن في جميع رحلاتهم في أراض غير معروفة، وقد يدعون إلى حد ما امتيازات مثل زمالة الجمعية الجغرافية الملكية التي تمنحها. ومع ذلك، بحلول نهاية يوليو 1893، استقال رئيس RGS آنذاك، السير ماونتستوارت إلفينستون جرانت داف، بسبب التصويت الفاشل لمواصلة قبول الزميلات ولم يتم قبول المزيد من النساء.

## المنشورات
لقد نشرت بنت أربعة كتب.  جنوب الجزيرة العربية (1900)  هو كتاب سفر أعدته من دفاتر ملاحظاتها وتلك الخاصة بزوجها يغطي جميع رحلاتهم في المنطقة. كانت في عام 1903 نشرت مختارات صغيرة من ألعاب الورق للمسافرين، كتاب جيب الصبر: مطبوع بوضوح. بناءً على اهتماماتها في إسرائيل البريطانية، الأنجلو ساكسون من فلسطين؛ أو، ظهر اللغز الإمبراطوري للقبائل المفقودة سنة 1908. كان اخر إصدار لها عبارة عن نسخة منقحة من دليل قبر الحديقة في القدس، ومقبرة الحديقة، والجلجثة، وحديقة القيامة (حوالي 1920). 

## الموت
لقد توفيت مابيل بينت في منزلها بلندن في 3 يوليو 1929، شهادة وفاتها تدل على «فشل عضلة القلب» و «التهاب المفاصل الروماتويدي (المزمن)».  
لقد تم دفنها هي وزوجها معا في مؤامرة عائلة Hall-Dare ، كنيسة St Mary's ، Thedon Bois ، Essex.